# Edward Routh
Edward John Routh FRS (/ˈraʊθ/; 20 tháng 1 năm 1831 – 7 tháng 6 năm 1907), là một nhà toán học người Anh, được biết đến như huấn luyện viên ngoại hạng cho sinh viên trong việc chuẩn bị cho kỳ thi Mathematical Tripos của đại học University of Cambridge vào thời hoàng kim của nó vào giữa thế kỷ thứ XIX. Ông cũng đóng góp rất lớn vào việc hệ thống hóa lý thuyết toán học của cơ học và tạo ra nhiều ý tưởng  quyết định tới sự phát triển của Lý thuyết điều khiển tự động hiện đại.

## Tiểu sử

### Tuổi trẻ
Routh có bố là một người Anh và mẹ là một người Canada gốc Pháp ở Quebec, trong thời kỳ thuộc địa Anh của Hạ Canada. Có thể truy nguyên nguồn gốc gia đình cha ông vào thời chinh phục Normankhi nó giành được vùng Routh gần Beverley, Yorkshire. Dòng họ mẹ ông, Taschereau, cũng được hình thành tại Quebec, và có nguồn gốc từ thời kỳ đầu của thời thuộc địa Pháp. Cha mẹ ông là Ngài Randolph Isham Routh (1782–1858) và vợ thứ hai của ông, Marie Louise Taschereau (1810–1891). Randolph là một sĩ quan chỉ huy tham gia chiến đấu tại Trận Waterloo, và Marie Louise là con gái của thẩm phán Jean-Thomas Taschereau, là chị gái của thẩm phán Jean-Thomas và hồng y Elzéar-Alexandre Taschereau.
Routh đến nước Anh lúc 11 tuổi và vào học University College School và sau đó theo học University College, Luân Đôn vào năm 1847, ông đã giành được một học bổng. Ở đó ông được dạy bởi Augustus De Morgan, người đã ảnh hưởng tới việc quyết định Toán học làm sự nghiệp của Routh.
Routh lấy được bằng B.A. (1849) và M.A. (1853) tại London. Ông vào học ở Peterhouse, Cambridge, nơi ông được giảng dạy bởi Isaac Todhunter và được hướng dẫn bởi "senior wrangler maker" William Hopkins. Vào năm 1854, Routh tốt nghiệp vừa trên James Clerk Maxwell, là Senior Wrangler, cùng chia giải Smith với ông. Routh đã được bầu làm viện sĩ của Peterhouse vào năm 1855.

### Trợ lý toán học
Khi tốt nghiệp, Routh làm việc như một trợ lý toán học (gia sư) tại Cambridge và giúp đỡ các học trò của William John Steele trong suốt thời gian bệnh tật sau này của ông,  mặc dù cố nài nỉ Steele tính phí. Routh nhận lại các học trò của Steele, và trở thành một huấn luyện viên bất khả chiến bại. Ông đã hướng dẫn cho hơn 600 học sinh từ năm 1855 đến năm 1888, 27 trong số đó trở thành Senior Wrangler, và 17 trở thành Hopkins.
Routh làm việc rất tận tình và có hệ thống, giữ thời gian biểu suốt cả ngày với 10 học sinh và dành thời gian buổi tối để chuẩn bị các tài liệu nâng cao cho những học sinh xuất sắc nhất. "Các bài giảng của ông đã được làm sôi động bởi các câu nói hài hước về toán học về chủ để khá khô khan."
Routh là một nhà phản biện vững vàng tại hệ thống đua chen của Cambridge và khá thất vọng khi trường đại học này bắc đầu xuất bản kết quả các bài kiểm tra theo thứ tự an pha bê, nhận xét rằng "Họ sẽ muốn thực hiện cuộc đua Derby theo thứ tự an pha bê tiếp theo".

### Đời tư
Nhà thiên văn Hoàng gia George Biddell Airy tìm cách lôi kéo Routh tới làm việc tại Royal Observatory, Greenwich. Mặc dù Airy không thành công, tại Greenwich Routh đã gặp con gái lớn của Airy Hilda (1840–1916) người sau đó đã kết hôn với ông vào năm 1864. Vợ chồng ông có 5 trai và 2 gái. Routh là một "người đàn ông tốt bụng và một người hòa đồng với bạn bè, nhưng với người lạ ông rất hay mắc cỡ và dè dặt."

### Vinh danh
- Viện sĩ viện Hoàng Gia Luân Đôn, (1872);[1]
- Giải Adams, (1877).[1]

## Sự nghiệp
Routh hợp tác với Henry Brougham trong tác phẩm Analytical View of Sir Isaac Newton's Principia (1855).
Ông xuất bản một sách giáo khoa, Dynamics of a System of Rigid Bodies (1860, 6th ed. 1897) trong đó ông định nghĩa và hệ thống hóa toán học hiện đại theo hướng mechanics.
Tác phẩm này đã ảnh hưởng tới Felix Klein và Arnold Sommerfeld, Klein đã dịch ra Tiếng Đức tác phẩm này. Nó cũng ảnh hưởng lớn đến William Thomson và Peter Guthrie Tait trong tác phẩm Treatise on Natural Philosophy (1867).
Tên Routhian trong cơ học điện tử được lấy theo tên của ông.

### Ổn định và điều khiển
Cùng với việc tham gia giảng dạy và viết lách, trong đó ông kiên trì với việc giới thiệu Vật lý toán học, ông cũng để lại nghiên cứu gốc như định lý Routh-Hurwitz.
Lý thuyết trung tâm của lý thuyết điều khiển hiện đại được đặt trên nền tảng Tiêu chuẩn ổn định Routh của ông, một ứng dụng của Định lý Sturm  để ước lượng Số mũ Cauchy bằng cách sử dụng the Giải thuật Euclid.

### Các tác phẩm của Routh
- Brougham và Vaux, Henry Brougham, Baron & Routh, E. J. (ed. I. B. Cohen) [1855] (1972) Analytical View of Sir Isaac Newton's Principia, New York: Johnson Reprint Corp.
- Routh, E. J. (1877). Treatise on the Stability of a Given State of Motion. MacMillan. Reprinted in 'Stability of Motion' (ed. A.T.Fuller) London 1975 (Taylor & Francis).
- — (1898). A Treatise on Dynamics of a Particle. With Numerous Examples. Cambridge: Cambridge University Press.Quản lý CS1: tên số: danh sách tác giả (liên kết)
- —. The Elementary Part Of a Treatise on the Dynamics of a System of Rigid Bodies: Being Part I of a Treatise on the Whole Subject. With Numerous Examples.Quản lý CS1: tên số: danh sách tác giả (liên kết)
- — (1905). The Advanced Part of a Treatise on the Dynamics of a System of Rigid Bodies: Being Part II of a Treatise on the Whole Subject. With Numerous Examples. London: Macmillan and Co. Ltd.Quản lý CS1: tên số: danh sách tác giả (liên kết)
- — (1909a). A Treatise on Analytical Statics with Numerous Examples Volume I. Cambridge University Press.Quản lý CS1: tên số: danh sách tác giả (liên kết)
- — (1909b). A Treatise on Analytical Statics with Numerous Examples Volume II. Cambridge University Press.Quản lý CS1: tên số: danh sách tác giả (liên kết)

### Tiểu sử sơ lược
- The Times, 8/6/1907 (có sẵn tại O'Connor & Robertson (2003))
- Proceedings of the London Mathematical Society, 2nd ser., 5 (1907), xiv–xx;
- Nature, 76 (1907), 200–02;
- Cambridge Review, ngày 13 tháng 6 năm 1907, 480–81;
- H. H. T., Monthly Notices of the Royal Astronomical Society, 68 (1907–8), 239–41

### Nói về Routh
- Forsyth, A. R. (1935). “Old tripos days at Cambridge”. Mathematical Gazette. The Mathematical Association. 19 (234): 162–79. doi:10.2307/3605871. JSTOR 3605871.
- Fuller, A. T. (1977). “Edward John Routh”. International Journal of Control. 26 (2): 169–73. doi:10.1080/00207177708922300.
- — (2004) "Routh, Edward John (1831–1907)", Oxford Dictionary of National Biography, Oxford University Press, accessed ngày 10 tháng 9 năm 2007 (yêu cầu đăng ký hoặc có quyền thành viên của thư viện công cộng Anh)
- O'Connor, John J.; Robertson, Edmund F., “Edward Routh”, Bộ lưu trữ lịch sử toán học MacTutor, Đại học St. Andrews (2003)
- Sneddon, I. N. (1970–1990) "Routh, Edward John", in Gillispie, C. C. (ed.) Dictionary of Scientific Biography, New York: Charles Screibner's Sons
- Thomson, J. J. (1936). Recollections and Reflections. tr. 34–63. ISBN 0-405-06622-8.
- Venn, J. & Venn, J. A. (1922). Alumni Cantabrigienses. Cambridge University Press.Quản lý CS1: nhiều tên: danh sách tác giả (liên kết)